# かりがね橋
かりがね橋とは奈良県吉野郡天川村洞川にある吊橋。大吊り橋ともいう。

## 概要
龍泉寺裏のモミ林と大原山に架かっており、全長120メートル、高さ50メートル。洞川の山間部、龍泉寺の裏山から、その向かいの大原山に架けられており、洞川温泉の町並みを眼下に眺望することができる。橋の名前は現地でイワツバメのことを「かりがね」と呼ぶことからつけられている。

## 歴史
- 1981年3月 - 完成[3]

## アクセス
近鉄吉野線下市口駅から奈良交通乗車洞川温泉停約1時間20分